# Ritenstrijd
De Ritenstrijd (ca.1645 – 1742) was een conflict binnen de Rooms-Katholieke Kerk over de vraag of het bij de missie in China wel of niet geoorloofd was bepaalde Chinese gebruiken en riten te accommoderen binnen de uitoefening van het geloof daar. Aanvankelijk beperkte de strijd zich tussen de jezuïeten en een aantal ordes zoals dominicanen en franciscanen die later in China waren gearriveerd. De komst van meerdere ordes in China leidde ook tot een aanzienlijke variëteit in vertegenwoordigde Europese naties in de Chinese missies. Vaak leidde ook dat tot verschillende loyaliteiten onder de missionarissen. Ook die rivaliteit was een van de oorzaken van de ritenstrijd. Vanaf eind zeventiende eeuw raakte de Heilige Stoel steeds meer betrokken in het conflict.

## Missiestrategie van de jezuïeten

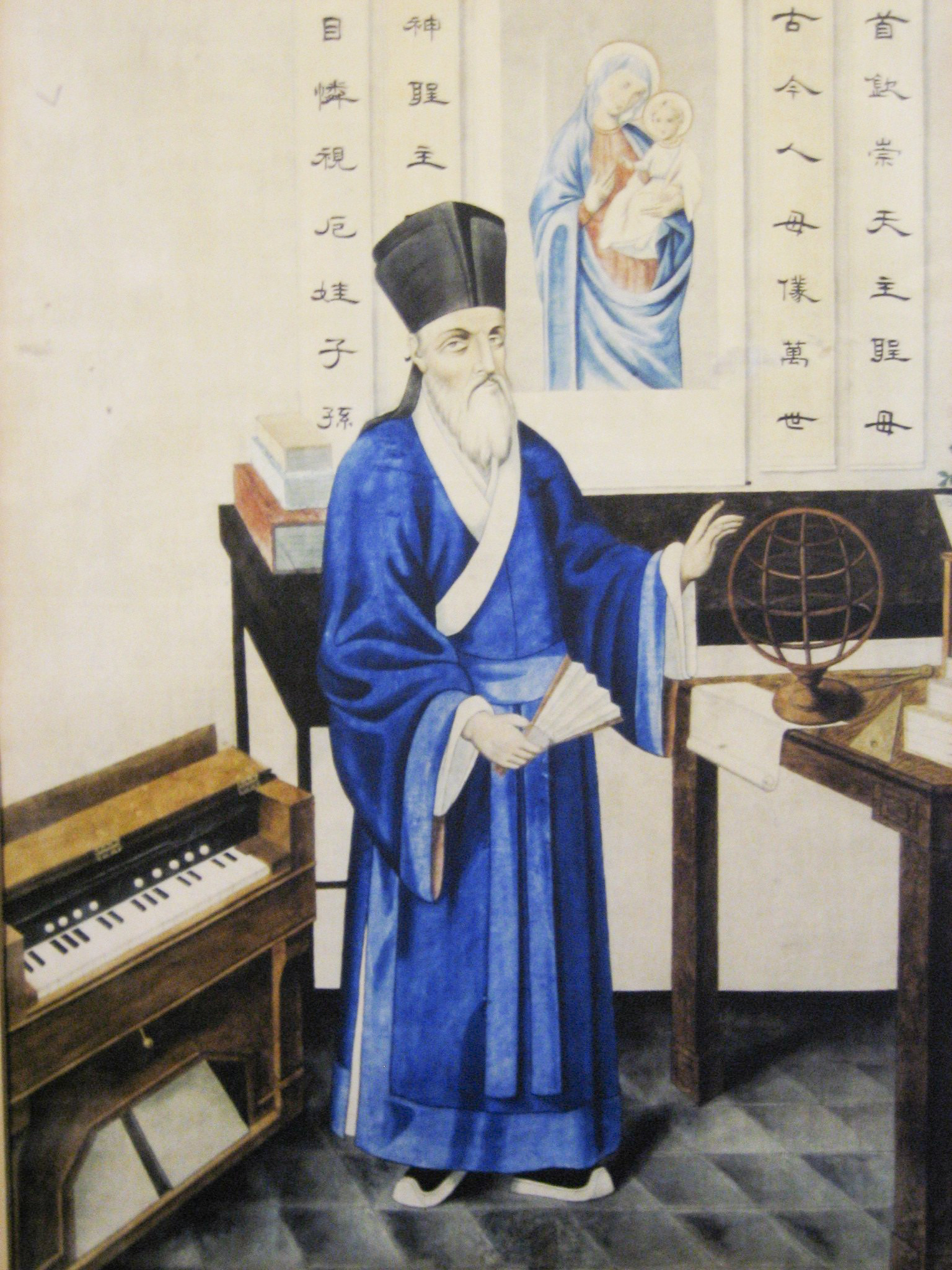
Matteo Ricci

De missie van de jezuïeten in China startte in 1583 toen Michele Ruggieri en Matteo Ricci toestemming verkregen zich op het vasteland van China te vestigen. Vanaf 1601 verbleef Ricci in Peking.
De door Matteo Ricci uitgewerkte strategie had vier pijlers:
- Een beleid gericht op aanpassing aan de Chinese cultuur. In tegenstelling tot andere missies leerden de jezuïeten de Chinese taal en adopteerden de leefstijl van de personen die deel hadden genomen aan het Chinees examenstelsel en de daarbij behorende etiquette.
- Er was sprake van een strategie voor bekering die aan de top van de samenleving begon. De jezuïeten richtten zich op de geletterde elite. De gedachte daarachter was dat als deze bekeerd was, de gehele bevolking dit voorbeeld zou volgen.
- Er was sprake van een meer indirecte poging tot verbreiding van het geloof door het gebruik van Europese technologie en wetenschap om de aandacht te krijgen van intellectuele Chinezen. Met name hun aanwezigheid in het Astronomisch Bureau zorgde ervoor, dat de jezuïeten zich de periode van de chaotische overgang van de Ming-dynastie naar de Qing-dynastie relatief ongestoord konden handhaven. Op die wijze wisten ze betrekkingen te onderhouden met de elite die soms in een bekering tot het christelijk geloof resulteerden.
- Een tolerantie ten opzichte van bepaalde Chinese opvattingen en waarden. Het belangrijkste deel van die tolerantie lag in in hun opvatting, dat de verering van Confucius en voorouderverering een Chinees cultureel en maatschappelijk gebruik was, een rite, die niet strijdig was met de essentie van het christelijke geloof. Met name dit onderdeel werd onderwerp van de ritenstrijd.

## Essentie van het conflict

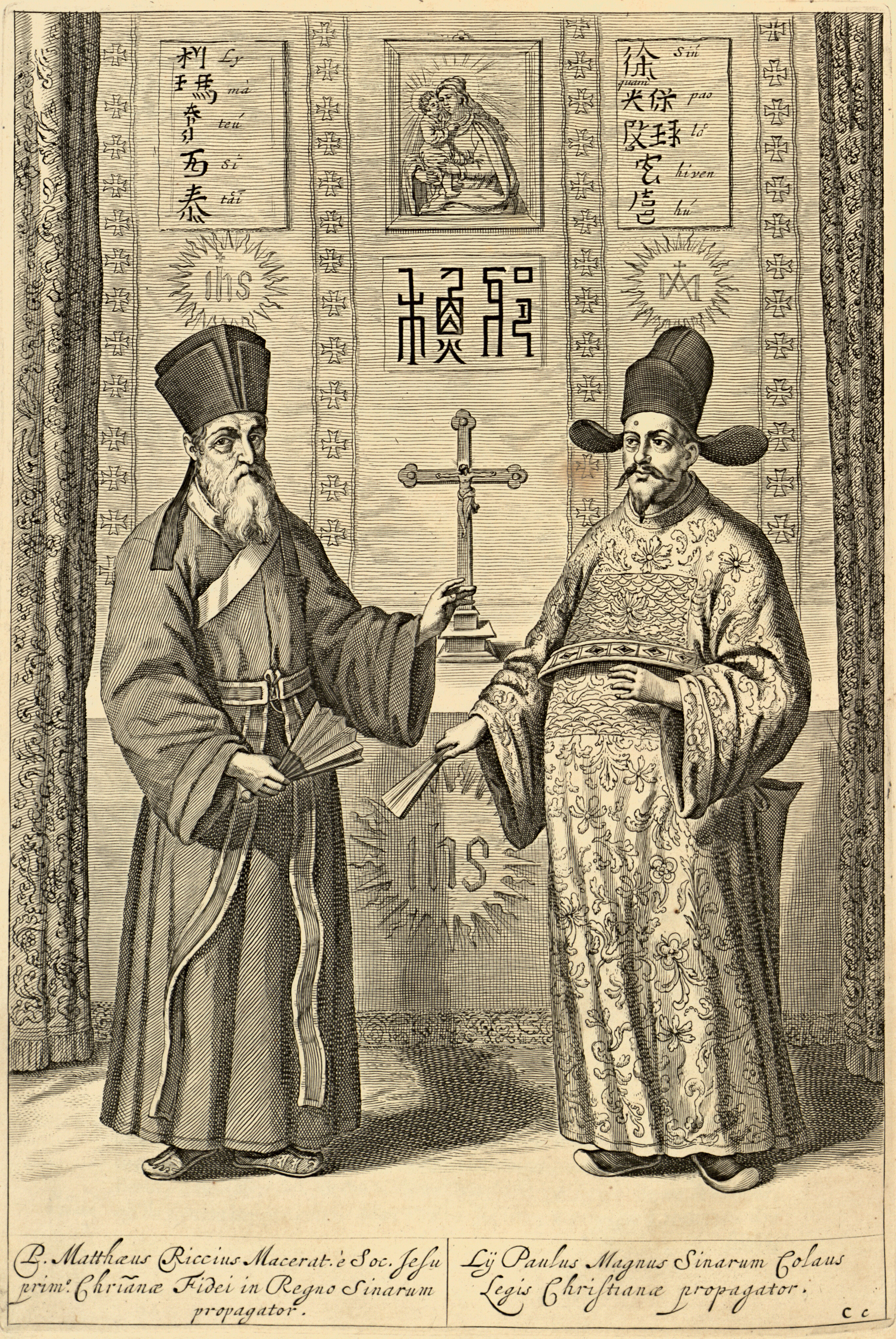
Matteo Ricci met Xu Guangqi, een van de weinige Chinese bekeerden uit de elite, in de Chinese vertaling van Elementen van Euclides

De ritenstrijd handelde om drie omstreden kwesties.
De eerste handelde om de naam van God en die van concepten als engelen en de ziel. De belangrijkste vraag was of termen als tian 天 (hemel) en shangdi 上帝 (hoogste heer) en die afkomstig waren uit de Chinese klassieke literatuur wel of niet adequate termen waren om de christelijke god te benoemen. Het debat hierover ging over de vraag of deze termen wel of niet voldoende theïstische relevantie hadden dan wel of andere en/of geheel nieuw te creëren namen moesten worden gezocht. Over deze vraag was ook debat binnen de jezuïeten in China zelf. Een punt binnen dit deel van het debat was of er zoals bij de missie in Japan een Latijnse transliteratie voor deze termen moest komen. In 1630 eindigde het debat binnen de jezuïeten met het besluit Chinese termen te handhaven vanwege de interpretatie dat deze een voldoende monotheïstische relevantie zouden hebben.
De tweede kwestie handelde over de diensten waarbij Confucius werd geëerd door de klasse van de literaten (de geletterde elite) en de voorouderverering meer in het algemeen. Die diensten waren ingebed in de structuur van de Chinese samenleving door het uitvoeren van prosternatie, branden van wierook en het serveren van voedsel voor de overledene bij het graf. De vraag was of christenen verboden moest worden deel te nemen aan dit soort activiteiten of dat deze activiteiten gezien moesten als in religieus opzicht niet relevant en in ieder geval niet strijdig met het christelijk geloof.
De derde kwestie die hiermee verband hield handelde om de vraag of het christenen geoorloofd was deel te nemen aan festiviteiten ter ere van niet-christelijke goden en of er missen opgedragen konden worden ten behoeve van de niet-christelijke voorouders van Chinese christenen.
Matteo Ricci en zijn opvolgers in de missie van de jezuïeten definieerden deze rituelen niet als afgoderij en niet als religieus maar als een maatschappelijk en cultureel verschijnsel. De opvatting was dat deze riten en de uitvoering daarvan in feite individuele activiteiten waren die los stonden van de gehele omgeving van bijgeloof.
Leden van de andere orden die later als missionaris in China arriveerden konden met deze opvattingen niet instemmen. Dominicanen en franciscanen beschouwden de riten als een vorm van voor christenen niet te tolereren bijgeloof en waren van opvattingen dat de gekozen Chinese termen niet de ware christelijke God konden representeren.

## De eerste fase van de strijd
De aanvang van de strijd begon met het initiatief van Juan Bautista de Morales, een van de eerste dominicanen die in 1633 in China arriveerde. In 1643 keerde hij naar Europa terug en presenteerde in Rome een document met de naam de Zeventien Vragen, dat de opvattingen van de jezuïeten veroordeelde. Paus Innocentius X verbood hierop in 1645 de praktijk van de jezuïeten zoals de Morales die beschreven had.

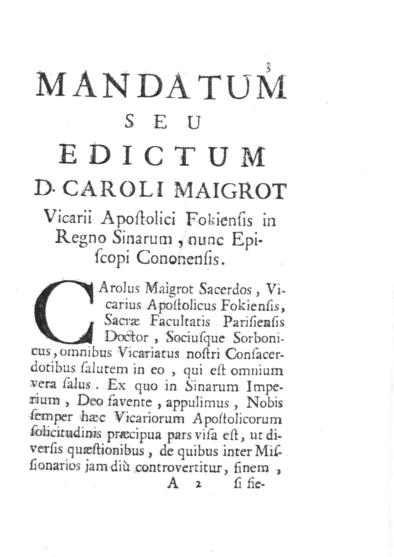
Voorpagina van het document Mandatum seu Edictum

In antwoord hierop zonden de jezuïeten in 1651 Martino Martini naar Rome, die trachtte aan te tonen dat de Morales de opvattingen van de jezuïeten onjuist had voorgesteld. Hierop gaf Paus Alexander VII in 1656 wel toestemming tot uitvoering van de praktijk van de jezuïeten. De vraag of deze beslissing nu het besluit van 1645 had vernietigd kreeg het antwoord dat beide beslissingen nog van kracht waren en uitgevoerd dienden te worden naargelang de mogelijkheden en omstandigheden.
In 1693 vaardigde de apostolisch vicaris van Fujian, Charles Maigrot, in het document   Mandatum seu Edictum een verbod af ten aanzien van de tolerantie van de rites. Dat verhevigde het conflict en vanaf dat moment werd ook de Heilige Stoel steeds meer betrokken. Publicaties van de jezuïeten in Europa veroorzaakten grote debatten op Europese universiteiten zoals met name de Sorbonne. Daar leidden de opvattingen van de jezuïeten tot een veroordeling.
Als reactie hierop ontstond onder met name Franse jezuïeten in China de beweging van het figurisme. Het was een methode van interpretatie van de Dertien Klassieken, een verzameling Chinese geschriften die gezamenlijk de canon
van het Confucianisme vormen. De figuristen geloofden dat men in deze teksten “tekenen“ (figurae) kon vinden die refereerden aan een eerdere  christelijke openbaring in China.
Een commissie van kardinalen legde in 1704 een besluit voor aan Paus Clemens XI dat resulteerde in het decreet Cum Deus optimus. Hierbij werden de termen tian en shangdi verboden, waar tianzhu 天主 (Hemelse Meester) werd toegestaan. Het werd Chinese christenen verboden offers te brengen ten behoeve van de verering van Confucius en voorouders. Opschriften in kerken met de term jing tian (Vereer de hemel) werden verboden. Het bezit van tegels, schilden bij huisaltaren met een ander opschrift dan alleen de naam van de overledene werd ook verboden.

## Reacties in China
De paus had al eerder Charles-Thomas Maillard De Tournon tot pauselijk legaat benoemd voor de missie in het Verre Oosten met de opdracht een oplossing te zoeken voor de strijd. Zijn reis naar China werd onderbroken door een verblijf van acht maanden in Pondicherry. Hij intervenieerde daar in de ritenstrijd in Malabar. Die strijd was al in begin zeventiende eeuw ontstaan. Capucijnen en jezuïeten hadden een conflict over de door Roberto de Nobili ontwikkelde missiestrategie, die zich vooral richtte op bekering van brahmanen. De Tournon vaardigde daar het decreet Inter graviores uit die de accommodatie van een groot aantal inheemse gebruiken en gewoonten verbood.

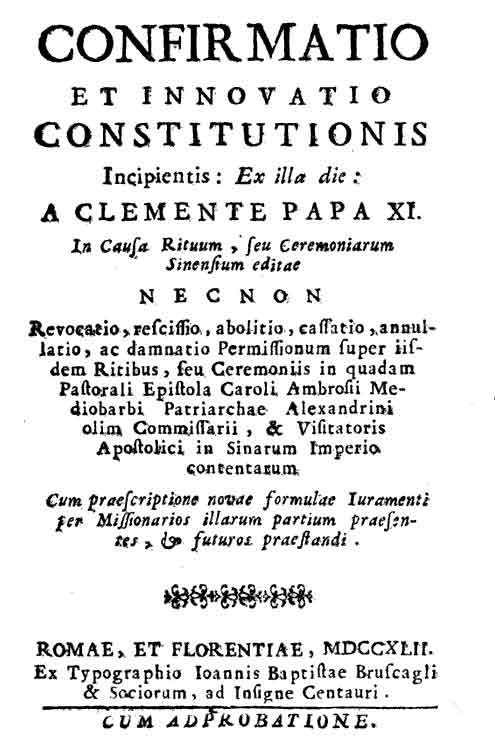
De bul Ex quo Singulari

De legaat arriveerde in december 1705 in Peking. Vanaf het tweede gesprek met de keizer Kangxi ontstonden moeilijkheden. In dat en volgende gesprekken lieten De Tournon en de ook naar Peking geroepen Maigrot een openlijke afkeer blijken van een aantal Chinese gebruiken en rites. In het laatste gesprek waarschuwde Kangxi dat Europese missionarissen de doctrine van Confucius dienden te erkennen en dat zij anders niet langer in China konden blijven. Tournon verliet Peking en reisde naar Nanking. Maigrot werd met twee andere missionarissen die deel uitmaakten van zijn staf het land uitgezet.
Kangxi gaf in december 1706 het bevel dat voor missionarissen voortaan een certificaat, een piao, vereist was om in China te kunnen blijven. Deze piao zou alleen verstrekt worden aan missionarissen die bereid waren te verklaren dat zij zouden werken volgens de regels van Matteo Ricci. De Tournon reageerde vanuit Nanking in februari 1707 met de Regula van Nanking. Daarin werd de inhoud van Cum Deus optimus nog eens beklemtoond. Er werd hierin mede gesteld dat van alle missionarissen in China verwacht werd dat zij de regels van de Regula zouden naleven. Het niet naleven hiervan zou excommunicatie tot gevolg hebben. De Tournon werd hierop verbannen naar Macau en daar overgedragen aan de Portugezen, die echter zijn autoriteit als pauselijk legaat niet erkenden. De Tournon werd door hen onder huisarrest geplaatst en overleed in Macau in 1710.
In de jaren daarna zonden zowel Kangxi als de paus enige gezanten naar Rome dan wel Peking die brieven overhandigden over de kwestie. Dit had echter geen resultaat. In 1715 bevestigde Paus Clemens XI in de apostolische constitutie Ex illa die nog eens alle eerdere uitgangspunten en besluiten.
In 1742 verscheen de bul Ex quo Singulari van Paus Benedictus XIV. In dit document werden de laatste oppositionele geluiden van de jezuïeten en hun vertragingstactieken bekritiseerd. De regels uit eerdere besluiten werden nogmaals beklemtoond en missionarissen dienden een verplichte belofte af te leggen dat zij de eerder geformuleerde regels zouden naleven. Hiermee was de ritenstrijd feitelijk geëindigd. Deze laatste constitutie werd ook nooit meer onderwerp van debat.

## Gevolgen

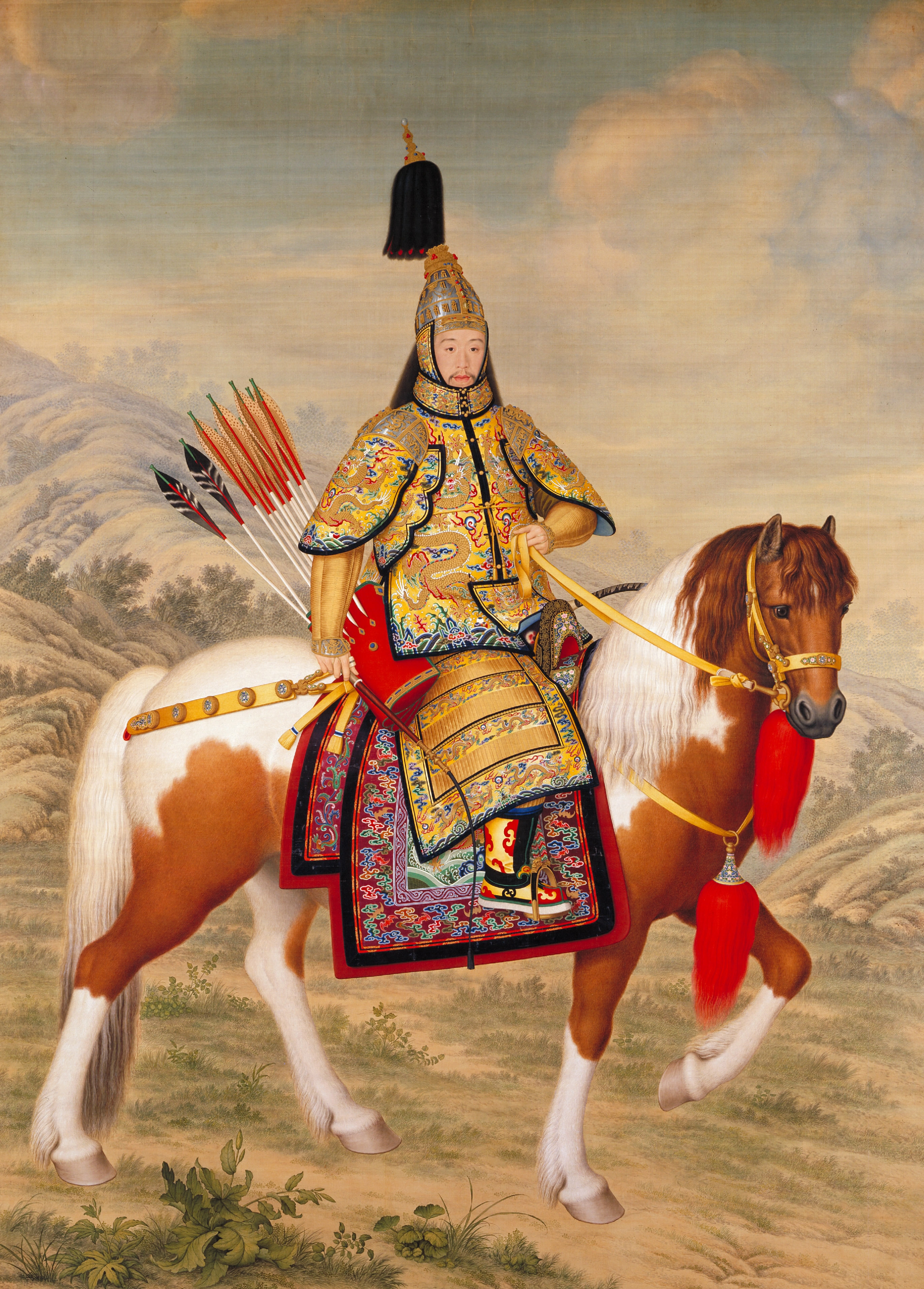
Schilderij uit 1758 van keizer Qianlong door Giuseppe Castiglione

Op het hoogtepunt van de missieactiviteiten even na 1700 waren er ongeveer 140 missionarissen in China aanwezig, waarvan de helft jezuïeten. Omstreeks de helft had in 1710 het land verlaten of was overleden. Het waren vooral jezuïeten die bleven.
De keizer Yongzheng had in 1724 de uitoefening van het christendom verboden. Tot 1811 was een rooms-katholieke aanwezigheid in Peking nog geoorloofd. Hier nog aanwezige jezuïeten waren in toenemende mate lekenbroeders met een functie als expert aan het hof zoals de schilder Giuseppe Castiglione. Enkele dominicanen en franciscanen wisten zich min of meer illegaal in sommige provincies te handhaven. Na de Tweede Opiumoorlog en het daarop volgende het verdrag van Tianjin van 1858 werd China gedwongen tot het voor buitenlanders mogelijk maken van – in principe – onbelemmerde missie en zending in geheel China.
In 1939 hief Paus Pius XII met een nieuw decreet Plane Compertum veel van de beperkingen van de eerdere besluiten op. Katholieken werd nu toegestaan om aanwezig te zijn bij bijeenkomsten waar Confucius werd vereerd. Afbeeldingen van Confucius mochten op katholieke scholen aanwezig zijn. Het werd toegestaan buigingen te maken en andere vormen van eerbied te betuigen voor afbeeldingen van overledenen. De eed die missionarissen op basis van de bul Ex quo Singulari van Paus Benedictus XIV uit 1742 moesten afleggen werd overbodig verklaard.

## Beeldvorming

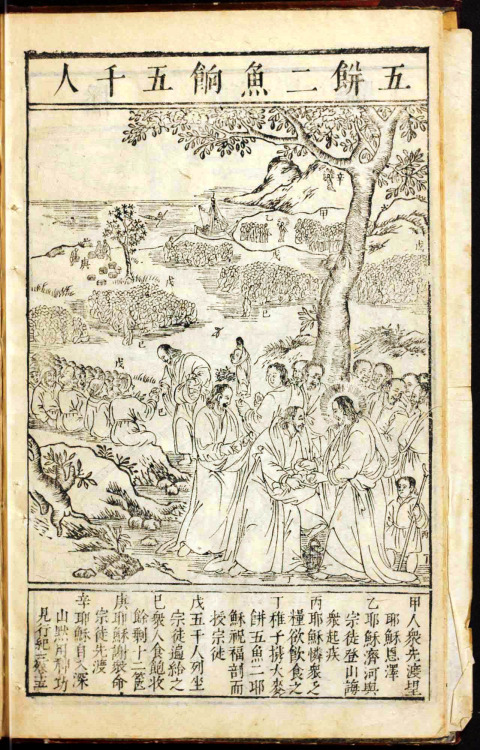
Voorpagina van Tianzhu jiangsheng chuxiang jingjie (Het geïllustreerde leven van Jezus Christus) uit 1635 van Giulio Aleni

In de westerse geschiedschrijving heeft lang het beeld bestaan dat de ritenstrijd verantwoordelijk was dat de kans op bekering van een aanzienlijk deel van – met name de geletterde - Chinese bevolking verloren was gegaan. Onderzoek vanaf de tweede helft van de twintigste eeuw heeft dat beeld aanzienlijk bijgesteld.
De meest betrouwbare schattingen van het aantal Chinese rooms-katholieken kort na 1700 komen uit op ongeveer 190.000. Dat betekent dat na ruim een eeuw missiearbeid het christendom in China met een omvang van minder dan 0,1% van de totale bevolking nog steeds een marginaal verschijnsel was.
De strategie van de jezuïeten zich te richten op de elite had tot gevolg dat zij daarmee wel veel contacten hadden, maar zij wisten er maar heel weinig te bekeren. Gedurende de periode van omstreeks 1630 tot 1722 was er sprake van een totaal van 68 bekeerden die een of meer onderdelen van het Chinees examenstelsel hadden behaald. Daarvan waren er 30 die de laagste graad hadden, 21 die een middenpositie hadden en 17 die tot de hoogste graad behoorden.
Verreweg de meeste Chinese bekeerden waren ook bij de jezuïeten ongeletterde en zeker niet rijke mensen. De meerderheid van de Chinese christenen werd in de verslagen beschreven als pauperes, (mensen met weinig of geen bezit).
Het katholicisme verdween niet geheel uit China na het verbod van 1724. De schatting voor 1740 komt uit op 120.000 gelovigen en zal aan het begin van de negentiende eeuw weer het aantal van begin achttiende eeuw bereiken. De kerk werd vooral overeind gehouden door inmiddels opgeleide Chinese priesters.